# Crossopriza
Crossopriza (лат.) — род пауков-сенокосцев из подсемейства Smeringopinae (Pholcidae). Известно более 20 видов. Встречаются повсеместно, главным образом в тропиках и субтропиках Старого Света.

## Описание
Мелкие пауки-сенокосцы, длина тела самцов от 2,5 до 6,5 мм, ширина карапакса от 1 до 2,4 мм, длина ног до 6 см.
В целом основная окраска от охристо-жёлтой до светло-коричневой. Карапакс в основном бледный, с более тёмной срединной меткой, без боковых меток; стернум от светло-коричневой до тёмно-коричневой, с более тёмными радиальными метками. Ноги без или с нечёткими тёмными кольцами, с овальными или короткими продольными линейными тёмными отметинами на бёдрах и голенях, иногда также несколько на задних лапках, редко только на бёдрах. Брюшко обычно с отчётливым дорсальным и вентральным рисунком: тёмная сердцевидная метка и далее тёмные и беловатые метки дорсально и латерально, вентральная срединная полоса вариабельно отчётливая, редко отсутствует (например, C. sengleti). Обитающие в пещерах виды немного светлее/бледнее (C. moqal; C. kittan).
Большинство видов было собрано в укромных местах под скалами, в небольших углублениях в земле и в сумеречной зоне пещер. Несколько видов строят свои паутины в более открытых местах обитания, среди камней и на растениях (например, C. tiwi). Другие иногда или регулярно встречаются в домах (например, C. semicaudata, C. pristina, C. maculata, C. lyoni). О биологии Crossopriza известно немного, помимо этих основных данных о местообитаниях. Только космополит C. lyoni был изучен достаточно подробно, включая развитие и ловлю добычи.

## Систематика
Известно более 20 видов. Род был впервые выделен в 1893 году, а его валидный статус подтверждён в ходе ревизии, проведённой в 2022 году в немецким арахнологом Бернхардом Хубером (Bernhard Huber, Alexander Koenig Research Museum of Zoology, Бонн, Германия). Вместе с Holocnemus, Stygopholcus и Maghreba, род Crossopriza является однозначным представителем клады пятнистоногих, но помимо этого кладистический анализ даёт лишь слабые доказательства межродовых отношений. Даже монофилия Crossopriza слабо поддерживается одним признаком. Внутри Crossopriza группа из 14 видов (включая типовой вид) достаточно хорошо поддерживается двумя функционально родственными признаками (медиально направленные хелицеральные апофизы самцов и медиально расположенные эпигинальные карманы самок). Внутри этой группы ещё одна подгруппа из восьми видов (опять же включая типовой вид) имеет вторую пару хелицеральных апофизов у самцов. Наконец, C. lyoni разделяет с тремя другими видами вентральный склерит на прокурсусе, снабжённый ретролатеральным боковым отростком. Несколько оставшихся родственных связей, предложенных кладограммой, либо слабо поддерживаются, либо малозначимы, либо и то, и другое.
- Crossopriza dhofar Huber, 2022 — Оман
- Crossopriza ghul Huber, 2022 — Оман
- Crossopriza ibnsinai Huber, 2022 — Казахстан, Узбекистан, Туркмения, Таджикистан, Афганистан
- Crossopriza illizi Huber, 2022 — Алжир
- Crossopriza johncloudsleyi Deeleman-Reinhold & van Harten, 2001 — Йемен, Кения
- Crossopriza kandahar Huber, 2022 — Афганистан
- Crossopriza khayyami Huber, 2022 — Турция, Ирак, Иран, Афганистан
- Crossopriza kittan Huber, 2022 — Оман
- Crossopriza lyoni (Blackwall, 1867) — вероятно Африка и/или Азия. Завезён в Америку, Германию, Австралию, Микронезию
- Crossopriza maculipes (Spassky, 1934) — Ирак, Казахстан, Узбекистан, Туркмения, Таджикистан, Афганистан, Пакистан
- Crossopriza malegaon Huber, 2022 — Индия
- Crossopriza manakhah Huber, 2022 — Йемен
- Crossopriza miskin Huber, 2022 — Оман
- Crossopriza moqal Huber, 2022 — Оман
- Crossopriza parsa Huber, 2022 — Иран
- Crossopriza pristina (Simon, 1890) (type) — Судан, Эритрея, Эфиопия, Йемен
- Crossopriza sahtan Huber, 2022 — Оман
- Crossopriza sanaa Huber, 2022 — Йемен
- Crossopriza semicaudata (O. Pickard-Cambridge, 1876) — Египет, Чад, Судан
- Crossopriza sengleti Huber, 2022 — Иран
- Crossopriza soudanensis Millot, 1941 — Мали, Буркина Фасо
- Crossopriza srinagar Huber, 2022 — Пакистан, Индия
- Crossopriza surobi Huber, 2022 — Афганистан
- Crossopriza tiwi Huber, 2022 — Оман